# 菅野喜八郎
菅野 喜八郎（かんの きはちろう、1928年10月3日 - 2007年7月13日）は、日本の法学者。専門は憲法。学位は、法学博士（東北大学・1970年）（学位論文「憲法改正限界論についての若干の考察」）。東北大学名誉教授。宮城県仙台市生まれ。

## 略歴
- 1952年 東北大学法学部卒業
- 1954年 新潟大学人文学部専任講師
- 1962年 新潟大学人文学部助教授
- 1967年 東北大学教養部助教授
- 1970年 東北大学教養部教授
- 1988年 日本大学法学部教授
- 2007年 逝去　78歳

## 著書
- 『国権の限界問題』（木鐸社、1978年）
- 『続・国権の限界問題』（木鐸社、1988年）
- 『論争　憲法-法哲学』（木鐸社、1994年）
- 『抵抗権論とロック、ホッブズ』（信山社、2001年）
- 『憲法思想研究回想』（信山社、2003年）小針司との対談。

## 関連人物
- 清宮四郎（菅野の師）
- 柳瀬良幹（事実上の師）
- 尾吹善人（弟弟子）
- 小林直樹
- 長尾龍一
- 新正幸
- 百地章（日本大学法学部憲法講座の後任者）
- 赤坂正浩（娘婿）